# Trnsko
Trnsko je zagrebački kvart i mjesni odbor na južnom dijelu grada. Nalazi se u Novom Zagrebu i omeđen je Avenijom Dubrovnik sa sjevera, Parkom mladenaca na istoku te željezničkom prugom Zagreb – Sisak – Novska na zapadu.  
Administrativno kao mjesni odbor nalazi se u gradskoj četvrti Novi Zagreb – zapad.
U Trnskom se nalaze razni sadržaji potrebni za svakodnevni život: tržnica, dječji vrtić, osnovna škola, sportska dvorana, dom zdravlja s ljekarnom, par dućana i kafića; dok se crkva, banka i pošta nalaze u obližnjem Sigetu na istoku.

## Povijest
U 19. stoljeću, na području današnjeg kvarta postojao je rukavac Save pod nazivom Ternsko koji je počinjao u Remetincu i sastajao se sa Savom kod današnjeg Bundeka. 
Trnsko je prvo naselje koje je potpuno izgrađeno u sklopu projekta Novog Zagreba. Prije izgradnje područje kvarta je bila ledina s nekoliko obiteljskih kuća, a 9. ožujka 1960. uzima se kao dan početka izgradnje Trnskog.

## Stanovništvo
Kvart je jedan od gušće naseljenih dijelova Zagreba. Na površini Trnskog od 29,99 ha prema podacima iz 2021. živi 4555 stanovnika, a prema podacima iz 2011. je živjelo 5331 stanovnika.

## Promet
Do Trnskog voze tramvajske linije 7 i 14 te autobusne linije 109, 222 i 234. Na sjeverozapadnom rubu Trnskog planira se izgraditi željeznička postaja na kojoj bi stajali prigradski vlakovi.
Postoje dva cestovna ulaza u kvart: glavni s Avenije Dubrovnik te sporedni s Radmanovačke ulice. Cijeli kvart se nalazi u zoni ograničene brzine do 30 km/h te su mnoge ulice jednosmjerne i označene kao bike sharrow.
Kako sadašnja infrastruktura nudi premalo parkirnih mjesta za potrebe stanovnika, velik je broj ilegalno parkiranih automobila na nogostup. Kao rješenje se predlaže podizanje Namskog igrališta i izgradnja garaže s 400 parkirnih mjesta ispod njega.
Kroz nasip željezničke pruge 2006. godine je probijen pješačko-biciklistički pothodnik do susjednog kvarta Trokut, a u najavi je izgradnja još jednog pothodnika kod osnovne škole, zbog sigurnosti djece.
Poštanski broj Trnskog je 10020 Zagreb-Novi Zagreb, a na adresi Trnsko 23 nalazi se telefonska centrala.

## Arhitektura i urbanizam
U Trnskom prevladavaju peterokatne stambene zgrade tipizirane serijske i montažne gradnje. Zgrade "Tip Bartolić", prema projektu Ive Bartolića, su najzastupljenije.
Neboderi u središnjem dijelu Trnskog sagrađeni su od 1963. do 1965. prema projektu Slavka Jelineka.
Najviši neboder sa svojih 16 katova nalazi se na adresi Trnsko 12. Projekt je Borivoja Feldmana izgrađen oko 1964. Uspostavlja vizualni dijalog s istovjetnim neboderom, istog arhitekta, u susjednom Savskom Gaju. Feldman je također projektirao peterokatnicu Trnsko 21A-G uz Park Mladenaca.
Kvart ima velik broj drveća te je prožet zelenim površinama te brojnim dječjim igralištima i parkovima koji se pretežito nalaze između zgrada. Parkovi između zgrada također služe kao prečac pješacima. Uz željezničku prugu i uz rub Parka mladenaca nalaze se neslužbeni urbani vrtovi.

## Politika
Vijeće Mjesnog odbora Trnsko sastoji se od sedam članova. Predsjednik vijeća je Radovan Bjeloš (Možemo!), a potpredsjednica je Cvijeta Senta (Možemo!). Sjedište mjesnog odbora je Trnsko 34A.
| Lista/koalicija | Lista/koalicija      | Broj zastupnika |
| --------------- | -------------------- | --------------- |
|                 | Možemo!-SDP          | 5               |
|                 | HDZ-DP-HSU-HSS       | 1               |
|                 | NL Kalinić-SU-UZ-ZDS | 1               |

## Zanimljivosti
- Glazbeni sastav Azra posvetio je jednu pjesmu Trnskom na albumu „Kad fazani lete” (1983.), pod nazivom „Nebo iznad Trnskog”.
- U pothodniku Trnsko u rujnu 2024. oslikan je mural Sjećanja na Trnsko s motivima prošlosti kvarta.
- Dio spota pjesme „Neprilagođen” grupe Film je snimljen u neboderu i ispred nebodera Trnsko 12.
- O Trnskom je HRT snimila dokumentarni serijal „Slikovnica”.

## Poznate osobe
- Boško Božić - Pepsi
- Ivica Dlesk - Oliva
- Rene Medvešek
- Ana Rukavina